# Nadezhda Besfamilnaya
Nadezhda Besfamilnaya (Unión Soviética, 27 de diciembre de 1950) es una atleta soviética retirada, especializada en la prueba de 4 x 100 m en la que llegó a ser medallista de bronce olímpica en 1976.

## Carrera deportiva
En los JJ. OO. de Montreal 1976 ganó la medalla de bronce en los relevos 4 x 100 metros, con un tiempo de 43.09 segundos, llegando a meta tras Alemania Oriental y Alemania Occidental, siendo sus compañeras de equipo: Tetyana Prorochenko, Lyudmila Maslakova y Vera Anisimova.